# Definitely, Maybe
Definitely, Maybe är en amerikansk-brittisk-fransk-tysk dramakomedi-film från 2008 i regi av Adam Brooks. I huvudrollerna ses bland andra Ryan Reynolds, Abigail Breslin, Elizabeth Banks, Isla Fisher och Rachel Weisz.

## Handling
Will Hayes är en pappa i 30-årsåldern som befinner sig i en skilsmässa, när hans 10-åriga dotter Maya frågar ut honom om hans liv som ungkarl. Maya vill till varje pris veta hur hennes föräldrar träffades och hur de blev kära. När Maya får reda på alla detaljer om sin pappas kärleksliv börjar hon förstå att kärlek är komplicerat. Hon hjälper sin pappa förstå att det aldrig är för sent att gå tillbaka och försöka få till ett lyckligt slut.

## Rollista
| Ryan Reynolds   | – William Matthew 'Will' Hayes |
| Abigail Breslin | – Maya Hayes                   |
| Isla Fisher     | – April                        |
| Elizabeth Banks | – Emily Jones/ Sarah           |
| Rachel Weisz    | – Summer Hartley/ Natasha      |
| Kevin Kline     | – Professor Hampton Roth       |
| Derek Luke      | – Russell T. McCormack         |
| Adam Ferrara    | – Gareth                       |
| Annie Parisse   | – Anne                         |
| Liane Balaban   | – Kelly                        |
| Nestor Serrano  | – Arthur Robredo               |
| Alexie Gilmore  | – Olivia                       |
| Kevin Corrigan  | – Simon                        |